# En man med många talanger
En man med många talanger (engelska: The Talented Mr. Ripley) är en psykologisk thrillerroman från 1955 av Patricia Highsmith. Den introducerade karaktären Tom Ripley, som återkommer i fyra efterföljande böcker. Den har filmatiserats flera gånger, bland annat som Het sol (1960) med Alain Delon i huvudrollen och The Talented Mr. Ripley (1999) med Matt Damon i huvudrollen.